# Cá mối
Cá mối hay cá mối thường hay còn gọi là cá mối biển (Danh pháp khoa học: Saurida umeyoshii) là một loài cá trong họ Cá mối (Synodontidae) phân bố tại bờ biển Thái Bình Dương.

## Tên gọi
Loài cá này có nhiều tên gọi địa phương khác nhau, có thể kể đến là:
- Al-alibot: Ilokano
- Balanghuten: Tagalog
- Balanghuten: Visayan
- Basasong: Pangasinan
- Bekut laut: tiếng Mã Lai
- Bubule: Tagalog
- Butong-panday: Bikol
- Cá Mối: tiếng Việt
- Chonor: Malay
- Daldalag: Ilokano
- Hai la: Malay
- Kalaso: Tagalog
- Karaho: Cebuano
- Karaho: Hiligaynon
- Kortfinnet øglefisk: tiếng Đan Mạch
- Kuti-kuti: Agutaynen
- Mengkarong: Malay (bahasa Melayu)
- Mengkerong: Malay (bahasa Melayu)
- Short-finned lizardfish: tiếng Anh
- Short-finned saury: tiếng Anh
- Shortfin saury: tiếng Anh
- Talad: Waray-waray
- Talho: Waray-waray
- Tamangkah: Chavacano
- Tigbasbay: Maranao/Samal/Tao Sug
- Tigbasbay: Tagalog
- Tiki: Bikol
- Tiki: Davawenyo
- Tiki: Wolof (Wollof)
- Tiki-tiki: Cebuano
- Tiki-tiki: Kuyunon
- Tiki-tiki: Tagalog
- Tiki-tiki: Visayan
- Tuko: Tagalog
- Ubi: Malay (bahasa Melayu)
- 短臂蛇鲻: tiếng Trung Quốc (Quan Thoại)[1]

## Đặc điểm
Cá mối là một loài cá sống ở biển, cá có thân dài hình trụ, hơi hẹp bên, giữa thân hơi phình to, đầu dài, hơi dẹt, nhiều xương, tuy hơi nhiều xương một chút nhưng có ưu điểm là thịt cá trắng, thơm và rất ngọt, cá nhiều xương hom mỏng, mềm. Cá mối là loại cá có thể đánh bắt quanh năm, được ngư dân đánh bắt bằng cách thả câu, giăng lưới.

## Các món
Cá mối là nguyên liệu trong ẩm thực. Cá mối là một loài cá sống ở biển, nhiều xương được dùng để chế biến món ăn trong đời sống hằng ngày. Cá mối có quanh năm vào mùa thì cá khá nhiều, là một loại cá có nhiều cách chế biến món ăn như chả cá, ướp đầu hành, xả ớt chiên. Đây là loại cá tương đối rẻ tiền, nhưng có thể chế biến thành nhiều món ăn ngon: kho tiêu, nấu canh chua, làm chả cá và nhất là món cá mối kho sả ớt. Ở Cà Mau có món khô cá mối. Người Cà Mau thích chọn cá mối tươi làm khô vì thịt cá không những thơm mà còn có vị ngọt tự nhiên 

## Chế biến
Cá mối đánh vẩy, bỏ đầu, dùng dao loại bỏ vi xẻ bụng bỏ sạch ruột, móc mang và mổ bỏ ruột rồi rửa sạch, lấy cả những mạch máu ở sống lưng để cá không tanh và rửa qua nhiều nước, để ráo. Đến phần nạo lấy thịt bỏ con cá xuống thớt, dùng dao chẻ đôi cá rồi dùng muỗng canh nạo từ phía xương sống nạo ra từ từ. Cá mối sơ chế cắt bỏ vây, đánh sạch vảy, bỏ mang và ruột rồi cắt thành từng khúc nhỏ dài khoảng 3 cm. Ướp cá với muối cùng ớt và sả băm nhuyễn. Thịt cá ngọt dai lẫn với vị mặn của muối và mắm hòa quyện cùng hương thơm cay nồng của sả ớt. 